# Zemský okres Ortenau
Okres Ortenau (německy Ortenaukreis) je zemský okres spolkové země Bádensko-Württembersko v Německu. Tento okres sousedí (ze severu ve směru hodinových ručiček) s okresy Rastatt, Freudenstadt, Rottweil, Schwarzwald-Baar a Emmendingen a na západě okres hraničí s francouzským departmentem Bas-Rhin.

## Geografie
Západní část okresu Ortenau leží v údolí řeky horní Rýn, východní část tvoří pohoří Černý les (Schwarzwald). Nejvyšším bodem okresu je vrch Hornisgrinde (1 164 m), který se nachází na severovýchodě. Nejnižší bod (124,3 m) je v údolí řeky Rýn na severu.

## Obyvatelstvo
Vývoj počtu obyvatelstva okresu Ortenau od roku 1973:
| Rok               | Obyvatelů |
| 31. prosinec 1973 | 356 855   |
| 31. prosinec 1975 | 355 613   |
| 31. prosinec 1980 | 355 385   |
| 31. prosinec 1985 | 353 536   |
| 27. květen 1987   | 354 655   |

| Rok               | Obyvatelů |
| 31. prosinec 1990 | 371 725   |
| 31. prosinec 1995 | 395 070   |
| 31. prosinec 2000 | 408 126   |
| 31. prosinec 2005 | 416 410   |
| 30. červen 2006   | 416 780   |
| 30. září 2006     | 417 030   |

## Města a obce

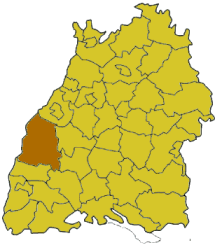
Poloha zemského okresu Ortenau na mapě Bádenska-Württemberska

| Města | Obce | |
| --- | --- | --- |
| 1. Achern 2. Ettenheim 3. Gengenbach 4. Haslach (Kinzigtal) 5. Hausach 6. Hornberg 7. Kehl 8. Lahr (Schwarzwald) 9. Mahlberg 10. Oberkirch 11. Offenburg 12. Oppenau 13. Renchen 14. Rheinau (Baden) 15. Wolfach 16. Zell am Harmersbach | 1. Appenweier 2. Bad Peterstal-Griesbach 3. Berghaupten 4. Biberach (Lahr) 5. Durbach 6. Fischerbach 7. Friesenheim 8. Gutach (Schwarzwaldbahn) 9. Hofstetten 10. Hohberg 11. Kappel-Grafenhausen 12. Kappelrodeck 13. Kippenheim 14. Lauf (Baden) 15. Lautenbach 16. Meißenheim 17. Mühlenbach 18. Neuried | 1. Nordrach 2. Oberharmersbach 3. Oberwolfach 4. Ohlsbach 5. Ortenberg 6. Ottenhöfen 7. Ringsheim 8. Rust (Baden) 9. Sasbach 10. Sasbachwalden 11. Schuttertal 12. Schutterwald 13. Schwanau 14. Seebach 15. Seelbach 16. Steinach 17. Willstätt |